# Danny Osorio (ciclista)
Danny Alberto Osorio Calle (La Estrella, Antioquia; 24 de junio de 1988) es un ciclista profesional colombiano. Actualmente en el [Team  Medellín]] de categoría amateur.

## Palmarés
2017
- Vuelta a Antioquia

2018
- 1 etapa de la Clásica Anapoima

## Equipos
- Coltejer-Alcaldía de Manizales (2013)
- Redetrans-Supergiros (2014-2016)
- Orgullo Antioqueño (2017)
  -  Orgullo Paisa (2018-2020)
  -  Idea-Antioqueño-Lotería de Medellín (2021-)
  -  Team Medellín (2023-)
  -  Orgullo Paisa (2024-Actualmente)